# Stibadium (vlindergeslacht)
Stibadium is een geslacht van vlinders van de familie Uilen (Noctuidae), uit de onderfamilie Hadeninae.

## Soorten
- S. astigmatosum Dyar, 1921
- S. aureolum H. Edwards, 1882
- S. concinnum Dyar, 1909
- S. corazona Schaus, 1898
- S. crenulosum Dyar, 1909
- S. curiosum Neumoegen, 1883
- S. hilli Barnes & Benjamin, 1923
- S. jalada Schaus, 1898
- S. laodamia Druce, 1890
- S. manti Barnes, 1904
- S. mavina Barnes & McDunnough, 1910
- S. murisca Schaus, 1921
- S. navia Harvey, 1875
- S. ochoa Barnes, 1904
- S. olvello Barnes, 1907
- S. psamathochromum Dyar, 1909
- S. raglena Dyar, 1912
- S. resoluta Dyar, 1909
- S. spumosum Grote, 1874
- S. unicum Barnes & Benjamin, 1926